# Alice Pink Pank
Alice Pink Pank, nome artístico de Alice Gwendolyn Vermeulen (Brisbane , 6 de janeiro de 1960), é uma bailarina e tecladista neerlandesa que atuou no Brasil na década de 1980.
O nome artístico foi adotado com inspiração na bailarina alemã Liesel Pink-Pank. Alice Pink Pank foi uma personagem lateral da cena new wave e pop brasileira da primeira metade dos anos 1980.

## Biografia
Alice formou-se como professora de balé clássico na Academia de Dança do Brabants Conservatorium nos Países Baixos, optando em seguida por uma carreira musical. Em Dublin conhecera o (na época) iniciante grupo U2 e chegou a gravar vocais na música “Shadows and tall trees” de “Boy”, o álbum de estreia.
Incentivada por uma amiga brasileira que conheceu na Europa, ela veio ao Brasil em 1981, onde morou por seis anos. Foi backing vocal da banda Gang 90 e as Absurdettes, à época em que era namorada de Júlio Barroso, líder daquele grupo, uma das principais formações que contribuíram para o renascimento do pop rock nacional. Alice conheceu Júlio na casa noturna Pauliceia Desvairada, de Nelson Motta, onde ele era DJ.
Seu visual era sexy e moderno para a época, o que lhe granjeou uma boa popularidade naquele circuito de clubes e shows. Sua performance no palco do festival da Globo rendeu, em 1981, convite à posar para a revista Playboy brasileira, tendo suas fotos publicadas na edição de dezembro daquele ano.
Em seguida, trocou de namorado e de banda. Foi tecladista e vocalista da primeira formação de Lobão e os Ronaldos. Neste período, usou o nome artístico de Alice R., R de "Ronaldo" em referência ao nome da banda. Com o grupo gravaria "Ronaldo Foi pra Guerra", de 1984. Foi a musa das canções “Noite e dia” e “Me chama”. Pelo período de aproximadamente um ano até o momento em que seu relacionamento com Lobão acabou.
Após sair da banda de Lobão, a artista tentou carreira solo na WEA, lançando o (comercialmente) mal-sucedido compacto produzido por Liminha e ainda tentou um posto de VJ na então idealizada MTV do Brasil. 
Após este período, ela decidiu voltar para os Países Baixos, país onde nasceu. Ficou pouco tempo e também morou na Bulgária, casou-se com um músico húngaro, passou por nova separação e, depois de três anos na Grécia, encontrou na Holanda motivos para ficar de vez.
Após voltar para os Países Baixos, se envolveu em outros projetos musicais como a banda Longstoryshort, que ganhou o "Grande Prêmio dos Países Baixos" em 1986.
Em 1999 passou a tocar na dupla The Dreamteam, composta por ela e por Eric van Donkersgoed e também atuando como professora de balé clássico no Fontys Conservatorium (antigo Brabants Conservatorium).
Em 2019, trabalhava como coach de mindfulness.
Tem uma filha chamada Lotte.

## Discografia
Com a Gang 90 e as Absurdettes:
- Essa tal de Gang 90 & As Absurdettes (1983)

 Com Lobão e os Ronaldos:
- Ronaldo Foi pra Guerra (1984)